# Forstjärnen (Burträsks socken, Västerbotten)
Forstjärnen är en sjö i Skellefteå kommun i Västerbotten och ingår i Rickleåns huvudavrinningsområde. Sjön har en area på 0,133 kvadratkilometer och ligger 250 meter över havet.

## Delavrinningsområde
Forstjärnen ingår i det delavrinningsområde (717684-170001) som SMHI kallar för Inloppet i Risåträsket. Medelhöjden är 260 meter över havet och ytan är 15,35 kvadratkilometer. Räknas de 14 avrinningsområdena uppströms in blir den ackumulerade arean 325,62 kvadratkilometer. Avrinningsområdets utflöde Rickleån mynnar i havet. Avrinningsområdet består mestadels av skog (62 procent) och sankmarker (33 procent). Avrinningsområdet har 0,14 kvadratkilometer vattenytor vilket ger det en sjöprocent på 0,9 procent.